# Charles Gardner Shaw
Charles Gardner Shaw III (Springfield, Massachusetts; 12 de agosto de 1917-Pullman, Washington; 12 de febrero de 1998) fue un botánico, micólogo, y profesor estadounidense que desarrolló actividades académicas en la Universidad Estatal de Washington.

## Biografía
Estudió en la Universidad Estatal de Pensilvania, obteniendo la maestría, y por la Universidad de Wisconsin, un doctorado en botánica en 1947 bajo M. P. Backus. Su disertación de defensa de tesis trató sobre Peronosporaceae de Wisconsin. Mientras en Wisonsin se casó con Esther Anne Tennant el 17 de agosto de 1940. Durante la Segunda Guerra Mundial sirvió en la Marina en el Teatro del Pacífico Sur, incluyendo Okinawa y Guadalcanal. Fue dado de alta honorablemente con el rango de mayor. Más tarde sirvió en el Cuerpo de Reservas Marinas y mientras en Pullman era oficial de enlace de la Infantería de Marina en el Estado de Washington, ahora universidad. Shaw se unió a la facultad de la Universidad Estatal de Washington en 1947 y se convirtió en presidente del departamento de fitopatología en 1961, sirviendo hasta 1972. Se retiró de la Universidad Estatal de Washington en 1983.

## Algunas publicaciones
- 1980. Formation of ectomycorrhizae following inoculation of containerized Sitka spruce seedlings. USDA Forest Service research note PNW 351. Con R. Molina. Ed. USDA, Forest Service, Pacific Northwest Forest and Range Experiment Station, 8 p.

### Libros
- 1991. Armillaria Root Disease. Agriculture handbook 691. Con G. A. Kile. Ed. Forest Service, USDA, 233 p.

- 1960. Important Diseases and Decays of Trees Native to Washington. Extension bull. 540. Con M. R. Harris. Ed. Washington State University, 	35 p.

- 1947. The peronosporaceae of Wisconsin. Ed. Madison, 402 p.

## Honores

### Eponimia
- Charles Gardner Shaw Mycological Herbarium[3]

- La abreviatura «C.G.Shaw bis» se emplea para indicar a Charles Gardner Shaw como autoridad en la descripción y clasificación científica de los vegetales.[4]